# 天秤☆矢口
天秤☆矢口（てんびん やぐち）は、日本のライトノベル作家。

## 経歴
2016年、投稿作「だからオカズは選べない」で第6回講談社ラノベチャレンジカップ佳作を受賞し、同作により講談社ラノベ文庫よりデビューした。

## 作品リスト
- 『だからオカズは選べない』（講談社ラノベ文庫、2018年3月）イラスト：葉山えいし
- 『だからオカズは選べない 2』（講談社ラノベ文庫、2018年6月）